# Tristaniopsis rubiginosa
Tristaniopsis rubiginosa är en myrtenväxtart som beskrevs av Teo och Peter Shaw Ashton. Tristaniopsis rubiginosa ingår i släktet Tristaniopsis och familjen myrtenväxter. Inga underarter finns listade i Catalogue of Life.